# Jungturm

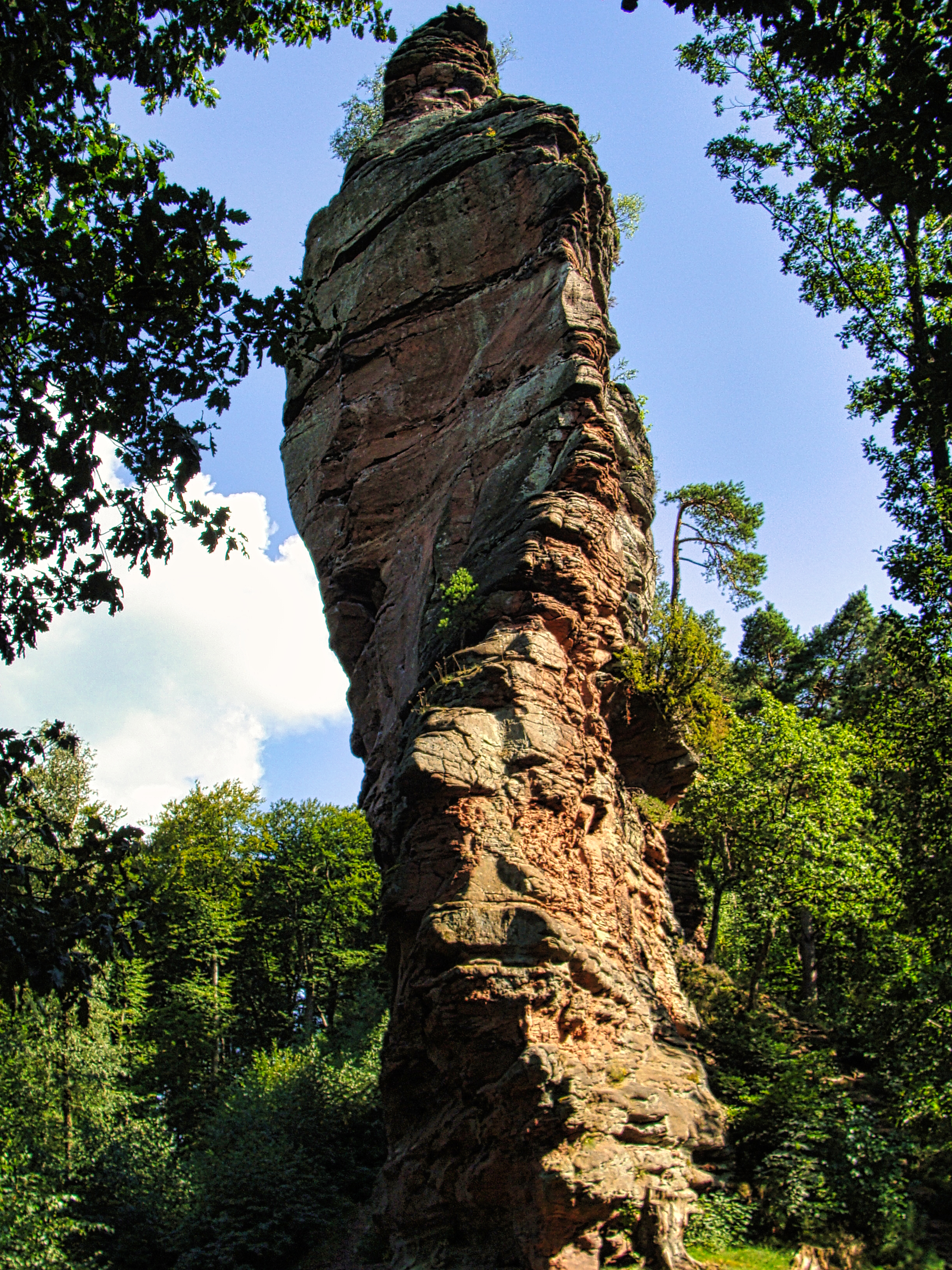
Jungturm Nordwestansicht

Der Jungturm ist eine Felsformation im Pfälzerwald.

## Lage
Der Jungturm befindet sich im äußersten Westen der Gemarkung der Ortsgemeinde Leinsweiler im Bergsattel zwischen den beiden Kuppen des bis zu 485 Metern hohen Scharfenberg. Wenige Meter weiter westlich befindet sich die Gemarkungsgrenze zur Stadt Annweiler am Trifels. Im näheren Einzugsgebiet liegen die Ruinen der zur Trifelsgruppe gehörenden Burgen Scharfenberg und Anebos, zwischen denen sich die Felsformation befindet. In unmittelbarer Nachbarschaft befindet sich der Burgstall Münzfels und etwas weiter weg der Fensterfels sowie der Bindersbacher Turm.

## Geschichte
Der Felsen wurde am 6. Juli 1904 von den Brüdern Friedrich und Karl Jung erstmalig bestiegen und erhielt auf diese Weise seinen Namen. In diesem Zusammenhang wurde er mit einem Gipfelbuch ausgestattet. Die zu dieser Zeit zunehmende Festigung der regionalen Kletterbewegung mündete schließlich 1919 in die Gründung der Vereinigung der Pfälzer Kletterer.

## Beschaffenheit
Beim Jungturm handelt es sich um einen Buntsandsteinfelsen. Seine maximale Höhe beträgt 36 Meter, an manchen Stellen ist er lediglich 27 Meter hoch. Er gliedert sich in eine Nordost- und in eine Südwestseite.

## Tourismus
Der Felsen wird von Kletterern frequentiert. Der Prädikatswanderweg Pfälzer Weinsteig führt unmittelbar an der Felsformation vorbei und in etwas größerer räumlicher Distanz ebenso der Saar-Pfalz-Weg, der die Kennzeichnung Schwarzer Punkt auf weißem Balken trägt und von Saarbrücken nach Rülzheim verläuft.